# 石花山摩崖石刻群
石花山摩崖石刻群，位于中国广东省江门市台山市城郊石花山，为台山市的一个市级文物保护单位，类型为石窟寺及石刻，公布时间为1989年。
石花山摩崖石刻群的历史年代为明、清。